# Oxalis sarmentosa
Oxalis sarmentosa là một loài thực vật có hoa trong họ Chua me đất. Loài này được Zucc. mô tả khoa học đầu tiên năm 1831.